# Phytomyza palionisi
Phytomyza palionisi este o specie de muște din genul Phytomyza, familia Agromyzidae, descrisă de Pakalniskis în anul 1998. Conform Catalogue of Life specia Phytomyza palionisi nu are subspecii cunoscute.